# Шляпников Олександр Гаврилович
Олександр Гаврилович Шляпников (30 серпня 1885, місто Муром, Владимирської губернії, тепер Владимирської області, Російська Федерація — розстріляний 2 вересня 1937, Москва) — радянський політичний, державний і партійний діяч, народний комісар праці РРФСР. Лідер «робітничої опозиції». Член ЦК РСДРП(б) і Російського бюро ЦК РСДРП(б) з вересня 1915 по травень 1917 року. Кандидат у члени ЦК РКП(б) з березня 1918 по березень 1919 року. Член ЦК РКП(б) з березня 1921 по березень 1922 року.

## Життєпис
Народився у великій старообрядницькій міщанській родині. Батько працював теслею та прикажчиком. У трирічному віці залишився без батька.
У 1895 році закінчив три класи Муромського початкового міського училища. З десятирічного віку почав виконувати некваліфіковану роботу, щоб допомогти родині. До 1900 року був учнем механічної майстерні фабрики сталевих виробів Кондратових в селі Вача Муромського повіту Владимирської губернії. У 1900 році працював токарем Сормовського машинобудівного заводу.
У 1900 році переїхав до Санкт-Петербурга, був безробітним. З 1900 по 1901 рік — підручний слюсаря Невського суднобудівного заводу. У 1901 році — слюсар Семянниковського заводу Санкт-Петербурга, звідки був звільнений за сутички із козацькими загонами. У 1901 році працював декілька тижнів робітником Обухівського заводу Санкт-Петербурга. Брав участь у страйковому русі.
Член РСДРП з 1901 року. Після розколу 1903 року став більшовиком.
З 1901 по 1902 рік працював робітником дрібних приватних майстерень у Санкт-Петербурзі. У 1902 році переїхав до Сормова, а потім до Мурома. З 1902 по 1904 рік працював запасним токарем зхаводу в Муромі. У 1903—1904 році — член Муромського комітету РСДРП. У 1904 році заарештований, з січня по жовтень 1904 року перебував у в'язниці міста Мурома. У жовтні 1904 року звільнений із ув'язнення, працював до липня 1905 року робітником у Муромі. У липні 1905 року заарештований, до жовтня 1905 року пребував у Владимирській каторжній тюрмі. У жовтні 1905 року амністований. 25 грудня 1905 року знову заарештований, засуджений до двох років ув'язнення в фортеці.
У січні 1907 року звільнений з ув'язнення, переїхав до Москви, де вів партійну роботу в Лефортовському районі. У 1907 році переїхав до Санкт-Петербурга, був організатором Петербурзького комітету РСДРП(б) у Пєсковському (Рождественському) районі. З 1907 по 1908 рік — член Петербурзького комітету РСДРП(б).
З 1908 до квітня 1914 року працював на заводах Франції, Німеччини та Англії; досконало вивчив німецьку та французьку мови. У квітні 1914 року переїхав до Стокгольма, а звідти із паспортом на прізвище Жакоб Ное перебрався до Петрограда.
У 1914—1915 роках працював на заводі Леснера та заводі Еріксона в Петрограді. У 1915 році нелегально виїжджав із партійним завданням закордон, перебував у Швеції, Данії, Норвегії. У 1915 році повернувся до Росії, організував Петроградське бюро РСДРП. У 1916 році знову виїхав закордон, перебував у США. Наприкінці 1916 року повернувся до Петрограда.
У 1917—1918 роках — член Петроградського комітету РСДРП(б). З травня по жовтень 1917 року — голова правління Петроградської Спілки металістів, один із організаторів загонів народної міліції. У 1917 році обраний членом виконавчого комітету Петроградської ради. З жовтня по листопад 1917 року — член Петроградського військово-революційного комітету.
27 жовтня (9 листопада) 1917 — 8 жовтня 1918 року — народний комісар праці Російської РФСР. 19 листопада (2 грудня) 1917 — 25 січня 1918 року — в.о. народного комісара торгівлі і промисловості Російської РФСР. З 30 грудня 1917 по 1918 рік — голова Малої Ради народних комісарів РРФСР. У січні — жовтні 1918 року — голова ЦК Спілки металістів.
З 2 листопада по 8 грудня 1918 року — голова Кавказько-Каспійського віділу Південного фронту РСЧА. 8 грудня 1918 — 14 лютого 1919 року — член Революційної військової ради (РВР) Каспійсько-Кавказького фронту.
У лютому 1919 — 1920 року — голова ЦК Спілки металістів.
10 листопада 1919 — 1 лютого 1920 року — член Революційної військової ради (РВР) 16-ї армії Західного фронту.
З 1920 по січень 1921 року — завідувач організаційного відділу і член президії ЦК Спілки металістів.
20 жовтня — 8 грудня 1920 року — член Революційної військової ради (РВР) Південного фронту.
З січня по листопад 1921 року — голова ЦК Спілки металістів, член Президії ВЦРПС. З травня по червень 1921 року — член президії Вищої ради народного господарства (ВРНГ) РРФСР. Лідер «робітничої опозиції».
У 1923—1924 роках — член редакційної колегії Державного видавництва СРСР.
28 листопада 1924 — 5 квітня 1925 року — радник Повноважного представництва СРСР у Франції. У 1925 році — повірений у справах СРСР у Франції.
23 листопада 1926 — 29 серпня 1929 року — голова правління акціонерного товариства «Металоімпорт».
У 1923—1931 роках були надруковані спогади Шляпникова «Сімнадцятий рік». З 1926 по 1929 рік підтримував Л. Д. Троцького.
У грудні 1927 року виключений із ВКП(б), поновлений в членах партії в 1929 році.
З 31 травня 1931 року — голова правління об'єднання Розметизпром ВРНГ РРФСР.
У травні 1931 — червні 1933 року — начальник будівельного сектора і член президії Державної планової комісії при Економічній раді РРФСР.
У червні 1933 року виключений із ВКП(б). У 1933 році висланий до Карельської АРСР. У 1934 році повернувся до Москви, до січня 1935 року був безробітним.
У січні 1935 року заарештований, з травня по грудень 1935 року перебував у виправно-трудовому таборі. У грудні 1935 року висланий до міста Астрахані, працював економістом управління Нижньоволзького пароплавства.
2 вересня 1936 року заарештований НКВС. 2 вересня 1937 року Військовою колегією Верховного суду СРСР засуджений до розстрілу. Вирок приведений у виконання того ж дня.
31 січня 1963 року Військова колегія Верховного суду СРСР реабілітувала Олександра Гавриловича Шляпникова за відсутністю у його діях складу злочину. 21 грудня 1988 року Комітет партійного контролю при ЦК КПРС посмертно відновив Шляпникова в партії.